# Werner Hilbert
Werner Hilbert (* 24. Oktober 1936) war Fußballspieler in der DDR. In der Saison 1961/62 bestritt er für den SC Aufbau Magdeburg vier Spiele in der DDR-Oberliga, der höchsten ostdeutschen Spielklasse. 
Hilbert begann seine Fußball-Laufbahn als Nachwuchsspieler bei der Betriebssportgemeinschaft (BSG) Motor Mitte Magdeburg. Nach einer Zwischenstation bei Motor Dessau holte sich Motor Mitte Magdeburg den talentierten Stürmer zu Beginn der Rückrunde der Saison 1954/55 zurück. Dies geschah im Rahmen einer Verjüngungs-Aktion, nachdem der zunächst angestrebte Aufstieg in die DDR-Oberliga nicht mehr erreichbar schien. Am Ende der Saison verpassten die Magdeburger als Staffelzweiter in der DDR-Liga nur knapp den Aufstieg. Auch in der auf das Kalenderjahr umgestellten Saison 1956 musste Hilbert weiter mit Motor Mitte in der Zweitklassigkeit spielen. Zusammen mit Günter Hirschmann wurde er mit 15 Treffern Torschützenkönig der Magdeburger. 
Zwischenzeitlich spielte Hilbert wieder bei Motor Dessau in der viertklassigen Bezirksliga Halle. Aus der Fußballsektion der BSG Motor Mitte Magdeburg war 1957 der SC Aufbau Magdeburg geworden, der 1959 in die Oberliga aufstieg. Nachdem 1960 mehrere Spieler die Mannschaft verlassen hatten, holte der Klub zu Beginn der Saison 1961/62 Hilbert von Dessau zurück nach Magdeburg. Der knapp 25-Jährige konnte sich jedoch beim SC Aufbau nicht durchsetzen und bestritt lediglich vier Oberliga-Punktspiele. 
Daraufhin wechselte Hilbert im Sommer 1962 zum DDR-Liga-Aufsteiger BSG Turbine Magdeburg. Auch dort blieb er nur eine Saison und ging anschließend zum DDR-Liga-Konkurrenten Stahl Eisenhüttenstadt. Hier gelang es ihm, längerfristig Fuß zu fassen, und er blieb in der Stahlstadt bis zum Aufstieg in die Oberliga 1969. Inzwischen fast 33 Jahre alt beendete Hilbert im Sommer 1969 seine Laufbahn als Leistungssportler und beendete seine Fußball-Laufbahn beim drittklassigen Bezirksligisten Aufbau Eisenhüttenstadt.